# Neuraeschna mayoruna
Neuraeschna mayoruna là loài chuồn chuồn trong họ Aeshnidae. Loài này được Belle mô tả khoa học đầu tiên năm 1989.